# دار الأيتام السورية
دار الأيتام السورية (بالعبرية: בֵּית היְתוֹמִים הסורי) و(بالألمانية: Syrisches Waisenhaus) ويُطلق عليها أيضًا دار أيتام شنيلر (بالعبرية: בֵּית היְתוֹמִים שְׁנֶלֶר). هي دار أيتام مسيحية بروتستانتية ألمانية تواجدت في القدس، وعملت لمدة 80 عامًا من عام 1860 وحتى عام 1940. كانت واحدة من أولى البنايات التي أنشئت خارج أسوار القدس، مثل حي كيرم أفرهام، ومدرسة الأُسقف غوبات، وحي مشكنوت شأننيم، والمُجمّع الروسي. الأمرُ الذي مهد الطريق لعملية توسعة القدس التي بدأت في مُنتصف القرن التاسع عشر. قدمت دار الأيتام التدريب الأكاديمي والمهني لمئات الأطفال اليتامى والمُهجّرين من العرب، وقد كان لها تأثير قوي على السكان العرب في القدس خاصةً والشرق الأوسط عامةً من خلال خريجيها، الذين نشروا فلسفاتها من حيث «النظام، والانضباط، واللغة الألمانية» في جميع أنحاء المنطقة. أُنشئت دار الأيتام السورية نتيجة حركة التقوى في جنوب ألمانيا، التي جمعت بين الكتاب المقدس، والمثالية، والفردية الدينية.
قدمت دار الأيتام السورية التدريب الأكاديمي والمهني للفتية والفتيات اليتامى على حدٍ سواء من مختلف البلدان مثل فلسطين، وسوريا، ومصر، وإثيوبيا، وأرمينيا، وتركيا، وروسيا، وإيران، وألمانيا. حيث تخرج الطلابُ منها بمهاراتٍ ومهن عديدة مثل الخياطة، وصناعة الأحذية، والنقش، والنجارة، وصنع الأدوات المعدنية، وصناعة الفخار، وطلاء وتزيين المباني، والطباعة، والزراعة، وزراعة الحدائق. في عام 1903 أفتتح في المبنى مدرسة للمكفوفين، بما في ذلك مسكن، وفصول دراسية وورش عمل مهنية. كما كانت تدير دار الأيتام مطبعةً خاصة بها، ومعمل لتجليد الكتب، ومطحنة دقيق، ومخبز، ومغسلة للملابس وتصليحها، وورشة نجارة، ومصنع للفخار، ومشتل، ومصنع طوب وبلاط. تكون المبنى من عدة طوابق وهو مُقام على أرضٍ مرتفعة يُحيط بها جدار حجري مرتفع، ومن معالمه البرج وأعلاه قبة بارزة تشبه البصلة بشكلها. وقد اكتست واجهات المبنى بزخارفٍ تُظهر قوة ونفوذ المسيحيين الأوروبيين في القدس في مُنتصف القرن التاسع عشر.
أدى استمرار البناء وشراء الأراضي المجاورة إلى زيادة مساحة دار الأيتام إلى 600 دونم (150 أكر) بحلول الحرب العالمية الأولى. وفي بداية الحرب العالمية الثانية رحّلت حكومة الانتداب البريطاني المعلمين الألمان وحولت الموقع إلى معسكر عسكري مغلق احتوى على أكبر مخزون ذخيرة في الشرق الأوسط. في 17 مارس 1948 تخلى البريطانيون عن المعسكر واستخدمه لواء عتصيوني التابع للهاغاناه كقاعدة للعمليات خلال حرب 1948. لمدة 60 عامًا كان الموقع بمثابة قاعدة للجيش الإسرائيلي عُرف باسم معسكر شنيلر. أخلى الجيش الموقع في عام 2008. واعتبارًا من عام 2011 بدأ تطوير الموقع لتحويله إلى مجمع سكني فاخر.
في عام 2015 تم اكتشاف في الموقع بقايا مستوطنة يهودية تعود إلى أواخر فترة الهيكل الثاني. وفي عام 2016 اكتشف علماء الآثار حمامًا رومانيًا قديمًا ومرفقًا كبيرًا لإنتاج النبيذ.

## تاريخ

### منزل يوهان لودفيج شنيلر

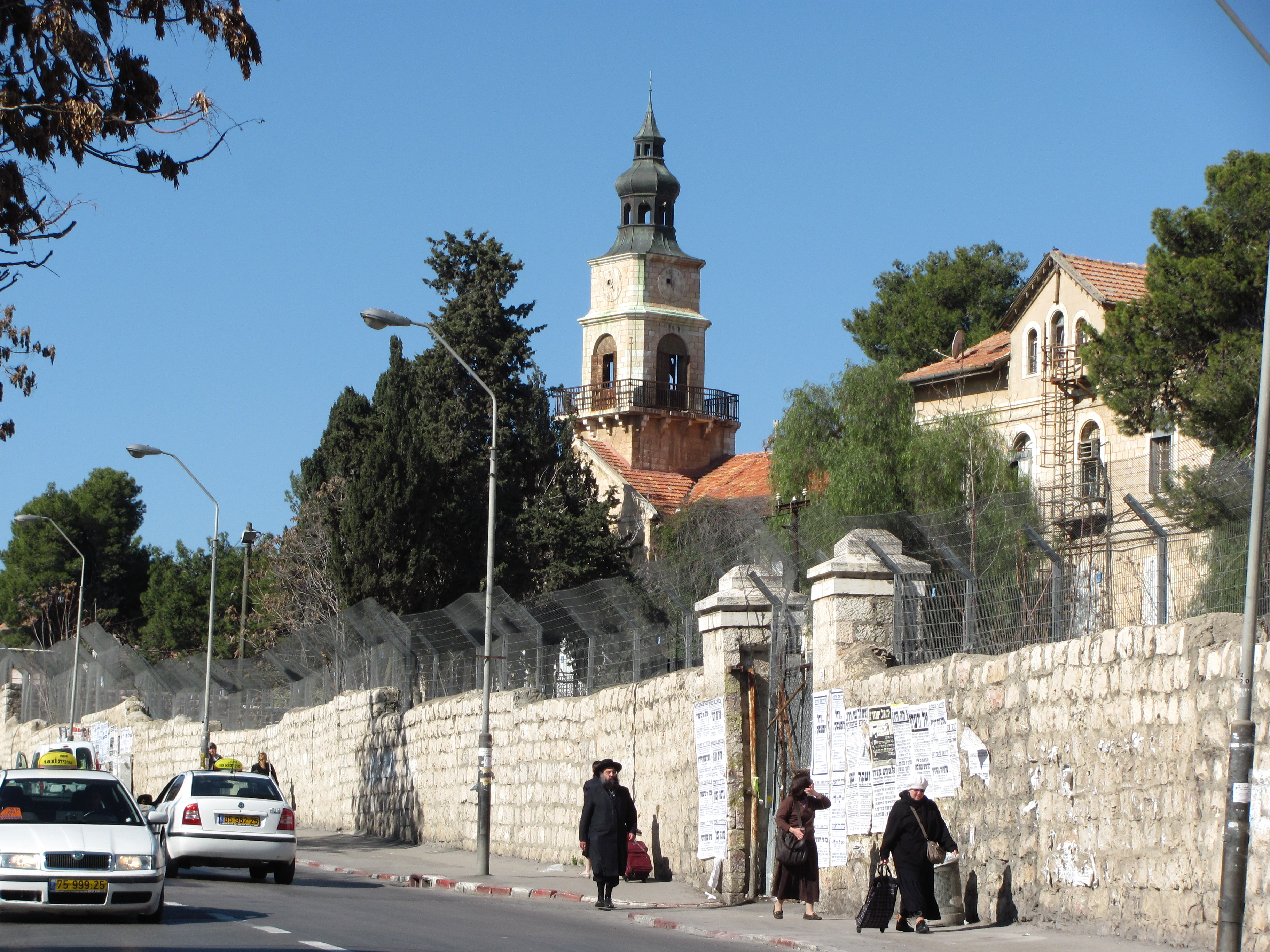
دار أيتام شنيلر في شارع مالخي يسرائيل، شمالي القدس.

في منتصف القرن التاسع عشر كانت البعثات البروتستانتية الإنجليزية والألمانية تعمل في البلدة القديمة في القدس. في عام 1854 يوهان لودفيج شنيلر (1820–1896) المبشر اللوثري الألماني، جاء إلى القدس من فورتمبيرغ مع زوجته «ماجدالين بوهرينجر» وستة أعضاء آخرين من أخوية القديس كريشونا في بازل السويسرية، من أجل إدارة البعثة البروتستانتية الألمانية.
في 11 أكتوبر 1855، اشترى شنيلر من أهل لفتا قطعة أرض خارج قريتهم، على بعد حوالي 3 كيلومترات (1.9 ميل) شمال غرب باب الخليل، بقصد العيش بين السكان العرب المحليين وتبشيرهم، ووضع خطط لبناء منزل لعائلته. تم بناء المنزل بين سنتي 1855 و1856. بعدما تملّك واستقرّ شنيلر وعائلته في المنزل، تعرض منزلهم للهجوم عدة مرات من قبل لصوص عرب من قرية بيت سوريك، أجبرهم هذا إلى التراجع والاستقرار داخل أسوار البلدة القديمة الآمنة. في نهاية العقد بعد أن أقام الأتراك بؤر استيطانية وأرسلوا حراسًا مسلحين على ظهور الخيل بدوريات على طريق يافا (طريق بين القدس ومدينة يافا الساحلية، تمر قرب منزل شنيلر) تمكن شنيلر وعائلته من العودة إلى منزلهم.

### تأسيس دار الأيتام السورية
في عام 1860 حصلت مذبحةٌ بين الدروز اللبنانيون والمسيحيين الموارنة في لبنان وسوريا خلفت آلاف القتلى. سافر شنيلر إلى بيروت بهدف إنقاذ الأطفال الأيتام أبناء ضحايا المذبحة. لكن هُناك تم رفضه من قبل المجتمع المحلي، إذ أنهم لا يثقون بالمبشرين البروتستانت الأجانب، إلا أن شنيلر تمكن في النهاية من إحضار تسعة أولاد يتامى إلى القدس في أكتوبر 1860. وقرر أن يستضيفهم في بيته. بحلول نهاية عام 1861 التحق نحو 41 فتى في ما أصبح يعرف بدار الأيتام السورية. بعدها على مدار أربعة أعوام وسّع شنيلر ملكيته إلى 13.6 أكر (55 دونمًا) وبنى جدار حجري مرتفع حولها بارتفاع ثلاثة أمتار ونصف (11 قدمًا). خلال عام 1867 تمت توسعة وإضافة بنية تحتية جديدة، أنشأ مطبخًا، غرفة طعام، قبو تخزين، غرف نوم ومناطق المعيشة. في عام 1867 بدأت دار الأيتام بقبول الفتيات.
تم طلب التمويل للبناء والتوسعة، إلى جانب الملابس والبطانيات، من المجتمعات البروتستانتية في ألمانيا وسويسرا. بين عامي 1861 و1885 جمع شنيلر ما مجموعه 550,000 فرنك من التبرعات.

### تأسيس مدرسة المكفوفين

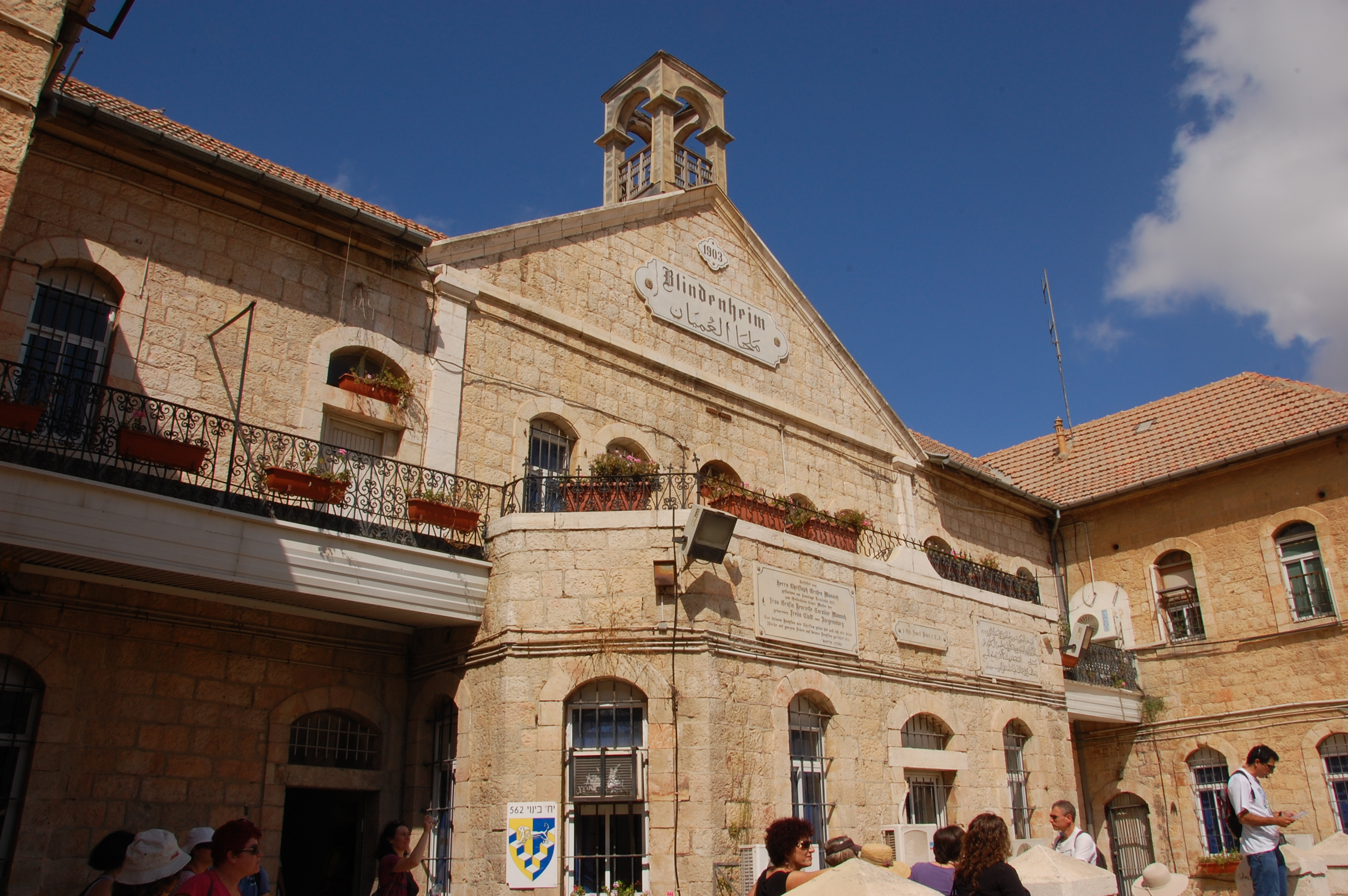
مدرسة المكفوفين أفتتحت في عام 1903.

في عام 1901 ترك أحد النبلاء الألمان ثروته كاملة والتي بلغت نحو 700,000 مارك لإنشاء مدرسة للمكفوفين في دار أيتام شنيلر. وافتتحت في عام 1903، مع قدرة استيعابية وصلت إلى 40–50 طفل، بالإضافة إلى ورش العمل لتعليم المكفوفين النسج والغزل.

### الإدارة بعد شنيلر
في عام 1889 سلم شنيلر إدارة دار الأيتام لجمعيةٍ مقرها في شتوتغارت، بينما ابنه الأكبر، ثيودور (1856–1935) أصبح مدير المؤسسة. في عام 1927 تولى الابن الأصغر لثيودور –إرنست– إدارة مؤسسة دار الأيتام حتى مصادرتها من قبل البريطانيين عام 1940.

## الهندسة المعمارية

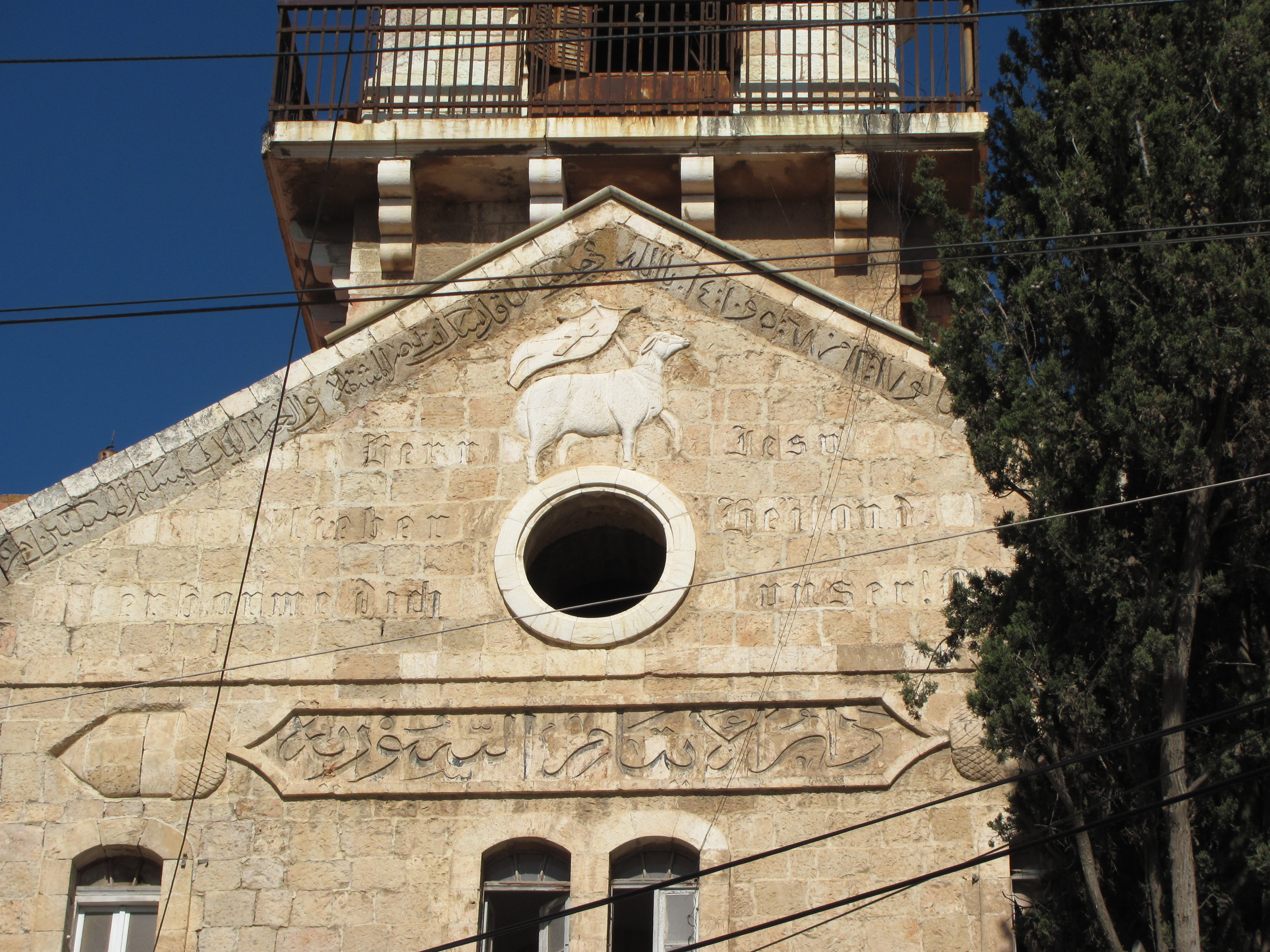
صورة مقربة على نقوش الواجهة الأمامية.

مثل باقي المؤسسات المسيحية الأوروبية التي بُنيت في القدس في القرن التاسع عشر، كانت دار أيتام شنيلر تقع على أرض مُرتفعة ومُحاطة بجدار حجري مُرتفع، مع بوابة حديدية تُغلق ليلًا. كانت دار الأيتام تُظهر مدى قوة ونفوذ المسيحيين الأوروبيين في القدس من خلال تعدد طوابقها، وبرج الساعة، وواجهتها المزخرفة. نُقش في الواجهة الأمامية آيات من سفر المزامير، وهي: «اَللهُ فِي مَسْكِنِ قُدْسِهِ» مز 68: 5، و«أَنْتَ تُبْصِرُ الْمَشَقَّةَ وَالْغَمَّ.. إِلَيْكَ يُسَلِّمُ الْمِسْكِينُ أَمْرَهُ» مز 10: 14. إضافةً إلى نقشٍ حجري لحَمَلٍ يحملُ علمًا عليهِ صليب. ونُقش أيضًا اسم المؤسسة باللغتين العربية «دار الأيتام السورية» والألمانية «Syrisches Waisenhaus». بعد زيارة القيصر فيلهلم إلى القدس عام 1898، استلمت دار الأيتام ثلاثة أجراس لبرجها. مثبتٌ في أعلى البرج مانع صواعق.
النمط المعماري للمبنى الرئيسي هو مزيج بين جنوب ألماني وعربي محلي. وقد صُمم المبنى الرئيسي على شكل الحرف اللاتيني H، وبه فِنائين داخليين بهما صهريج مياه، وحديقة، وساحة لعب. يغطي المبنى بأكمله مساحة 4,700 متر مربع (50,590 قدم مربع). في ثلاثة طوابق. يضم المبنى الرئيسي غرفة الطعام المركزية، ومطبخ، وقاعة دراسة، ومكتبة، وغرفة قراءة، ومتحف صغير، وكنيسة لوثرية؛ بها كان يُصلي الطلاب والمعلمين.
جلب يوهان لودفيج شنيلر عمالًا عربًا مهرة من بيت لحم وبيت جالا لبناء ما مجموعه ثمانية مبانٍ، التي شيدت على مراحل واكتملت في أوائل القرن العشرين. نُقش سنة اكتمال البناء، واسم المدن الألمانية التي ينحدر منها المتبرعون على واجهة كل مبنى. أحد هذه المباني يُطلق عليه «البيت الأحمر» أو «البيت النموذجي» حيث بُني بالكامل من مواد مُصنعة في دار الأيتام مثل الطوب والبلاط والحديد.

## الطلاب والمعلمين والمناهج الدراسية
كان شنيلر مُصممًا على منح الأطفال العرب اليتامى والمُهجّرين التعليم الكامل بما في ذلك تعليمهم الحِرَف. ومن أجل هذا قام بتعيين معلمين أكاديميين وحرفيين في المقام الأول كانوا ألمان. تواجدت ورشات عمل لتعليم الخياطة، وصناعة الأحذية، والنقش، والنجارة، وصنع الأدوات المعدنية، وصناعة الفخار، وطلاء وتزيين المباني، والطباعة، والزراعة، وزراعة الحدائق.
كان يبقى الأطفالُ في دار الأيتام لمدة تصل إلى 10 سنوات، ويتخرجون في سن 18. جاؤوا من جميع أنحاء فلسطين وكذلك من سوريا ومصر وإثيوبيا وأرمينيا وتركيا وروسيا وإيران وألمانيا. كانوا من طوائف دينية مختلفة؛ البروتستانت والأرثوذكس والكاثوليك والأقباط والموارنة. على الرغم من التنوع العرقي كانت لغة التدريس هي الألمانية والعربية. معظم المعلمين الذين تم توظيفهم خلال السنوات الخمسين الأولى من تأسيس دار الأيتام كانوا ألمان، مع بعض الأرمن والعرب.
في عام 1876 كان هناك 70 طالبًا تتراوح أعمارهم بين 4 و17 عامًا. بحلول عام 1898 بلغ عدد الطلاب المسجلين 200 طالب. في فترة وفاة شنيلر في 18 أكتوبر 1896، كان قد التحق نحو 1,500 طالب في دار الأيتام منذ تأسيسها. بلغ العدد الفعلي للخريجين نحو 425 في عام 1885 و1,169 في الذكرى الخمسين لدار الأيتام عام 1910.

## التصنيع والإنتاج
إلى جانب الفصول الدراسية وورش العمل الحِرْفِيَّة، أدارت دار الأيتام مطبعةً ومعمل تجليد كتب خاص بها، حيث أنتجت الكتب المدرسية الخاصة بها، وكتب بريل، والصحف الألمانية. وأيضًا أدارت مطحنة دقيق ومخبز كان يُنتج 35,000 رغيف خبز في السنة. كما قدّمت خدمة غسيل الملابس وإصلاحها. وتواجد بها ورشة نجارة، مصنع فخار الذي أنتج جميع الأواني الفخارية المستخدمة في دار الأيتام، ومشتل أشجار ونباتات. في بداية القرن العشرين، تم إنشاء مصنع كبير للطوب والبلاط في المبنى، وكان يُنتج مليون طوبة و250,000 بلاطة سنويًا.

## قاعدة عسكرية

### معسكر الجيش البريطاني
عندما اندلعت الحرب العالمية الثانية أغلق البريطانيون دار الأيتام وطردوا معلميها الألمان، وحولوها إلى ثكنة عسكرية ضمت أكبر مخزون ذخيرة في الشرق الأوسط، إضافة إلى مخزن حبوب.
تعرض المعسكر البريطاني إلى هجمومين من قوات «الإرجون» شبه العسكرية. الأول في 27 يونيو 1939 حيث وضعت فرقة من الإرجون طرد مفخخ في صندوق البريد المعلق على الجدار الخارجي مما أدى إلى انهيار جزء منه وإصابة خمسة عرب كانوا على مقربة من الموقع. والأخير في 12 مارس 1947 حيث تسللت فرقة من الإرجون إلى المعسكر في عملية تمت قبل بزوغ الفجر، وقامت بتفجير إحدى المباني في القاعدة، وذلك احتجاجًا على فرض السيطرة العسكرية على القدس. على أثر الانفجار قُتل جندي بريطاني وأصيب ثمانية آخرون. تم إلغاء السيطرة العسكرية بعد أربعة أيام.

### قاعدة عسكرية إسرائيلية

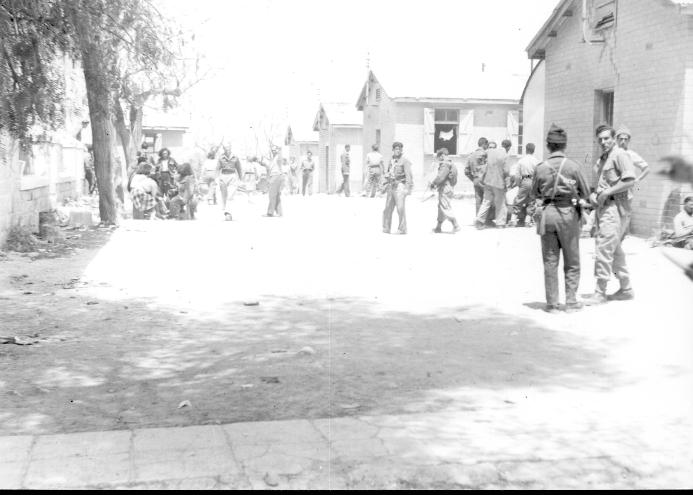
لواء هارئيل المتمركز في دار الأيتام، عام 1948

في 17 مارس 1948 تخلى البريطانيون عن المعسكر فاستخدمه لواء عتصيوني التابع للهاغاناه كقاعدة رئيسية له خلال حرب 1948. لمدة 60 عامًا كان الموقع بمثابة قاعدة تدريب لجيش الدفاع الإسرائيلي، وعيادة عسكرية، ومقر قيادة الجبهة الداخلية.
في عام 1951 استدعى الجيش الإسرائيلي ممثلو الكنيسة اللوثرية العالمية لإزالة القطع الأثرية من كنسية دار الأيتام. أزال ممثلو الكنيسة الأجراس، والنوافذ، والأرغن ذو الأنابيب، لكنهم تركوا مذبح الرخام الثقيل فتمت تغطيته في صندوق خشبي. ثم حُولت الكنيسة إلى قاعة لعب كرة السلة للجنود. في أكتوبر 2009 قام عميد كنيسة المخلص الفادي الإنجيلية الألمانية اللوثرية في جولة تفقدية للموقع بعد إخلاء القاعدة، فلاحظ الصندوق الخشبي وطلب فتحه فكُشف المذبح. تفاوض اللوثريون من أجل نقل المذبح إلى الكنيسة اللوثرية في مستشفى أوغوستا فيكتوريا على الجانب الجنوبي من جبل الزيتون، ودُشِّنَ هناك في نوفمبر 2010.
كان في القاعدة كنيس للجنود في إحدى قاعات المبنى الرئيسي، بما في ذلك تابوت توراة، خزانة كتب، وباب مع 12 نافذة من الزجاج المعشق يظهر عليها القبائل الإثنى عشر.

## الاستخدام الحالي

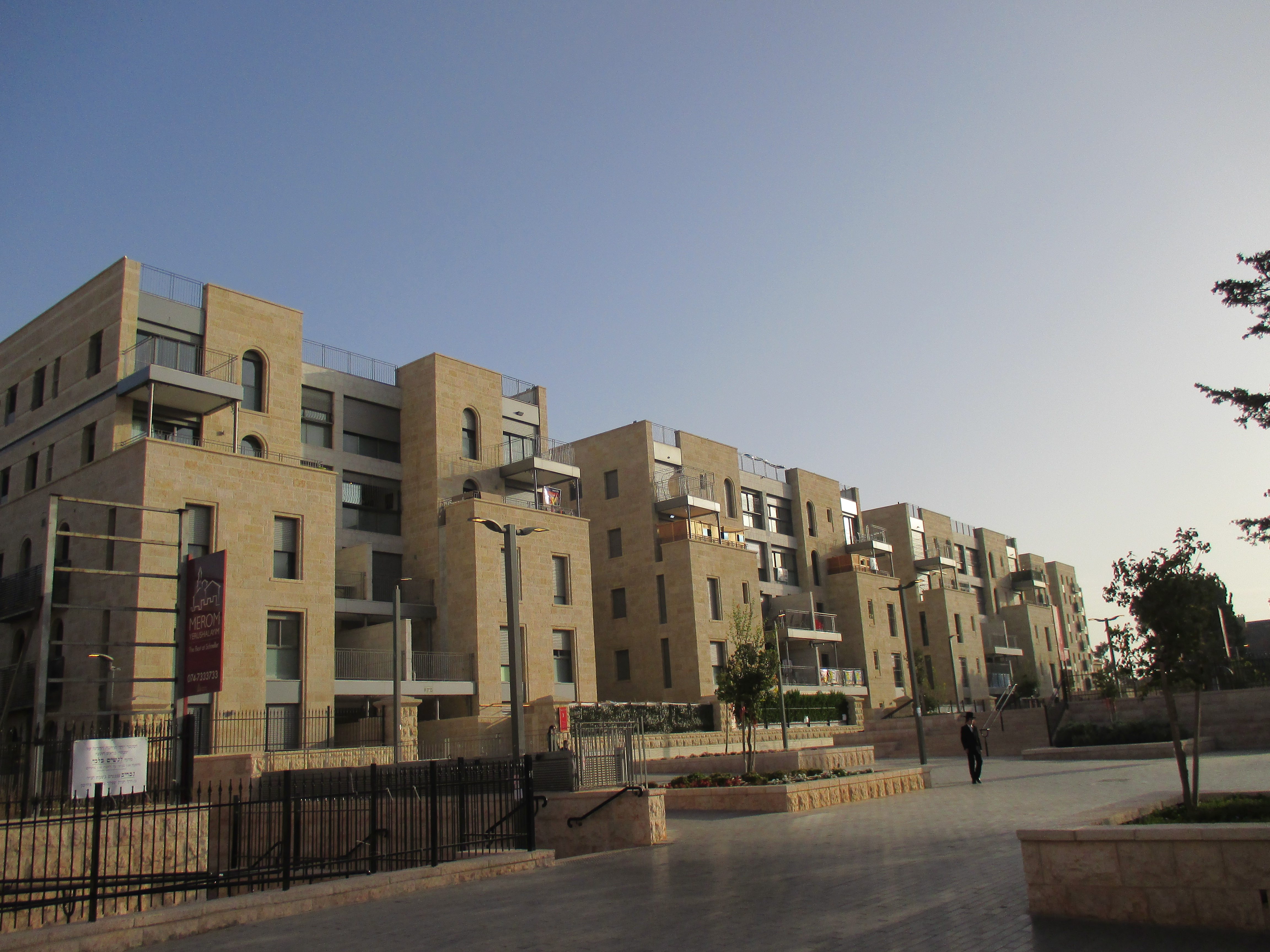
حي سكني جديد في محيط دار الأيتام، ويسكنه بشكل أساسي حاسيديم "غور".

في عام 2008 انتقلت القاعدة العسكرية شنيلر إلى قاعدةٍ جديدة باسم عوفريت على جبل المشارف شمال شرقي القدس. وضعت بلدية القدس «خطة حفظ وتطوير» دار الأيتام بمبانيها الثمانية التاريخية للاستخدام العام من جانب المجتمع اليهودي الأرثوذكسي المتواجد في القرب. في نوفمبر 2010 قامت البلدية بتخصيص جزءٍ من أراضي دار الأيتام لتكون موقف سيارات عام لتخفيف من مشاكل وقوف السيارات في منطقة جيئولاه التجارية المجاورة.
في عام 2011 وافقت سلطة أراضي إسرائيل على خطط تطوير 218 شقة سكنية فاخرة مع الحفاظ على مباني دار الأيتام الثمانية التاريخية. اعتبارًا من عام 2012 تُستخدم أجزاء من الموقع كمكان تعليم لليهود المتدينين، كموقع تدريب للشرطة المدنية، كمنطقة تخزين نفايات.
يجري اليوم تطوير المنطقة مع أعمال البناء مع الحفاظ على مباني دار الأيتام التاريخية.

## موقع أثري
في عام 2016 كجزء من الحفريات الأثرية استعدادًا لإنشاء الحي السكني الحريدي، اكتشف علماء الآثار حمامًا رومانيًا قديمًا ومرفقًا كبيرًا لإنتاج النبيذ وبقايا حجارة تعود للفيلق العاشر فريتنسيس.

## مدارس وريثة
استمرت فلسفة ورسالة دار أيتام شنيلر بعد الحرب العالمية الثانية في مدرستين وريثتين في الشرق الأوسط. وهُما:
- مدرسة يوهان لودفيج شنيلر في خربة قنفار في قضاء البقاع الغربي في لبنان. حيث بدأت في عام 1948 على يد إلياس حداد و12 طالبًا من طلاب شنيلر. وقد تأسست في موقعها الحالي عام 1952 على يد هيرمان شنيلر حفيد يوهان لودفيغ شنيلر.[25][26] مثل دار أيتام شنيلر في القدس، توفرُ هذه الأخرى التدريب الأكاديمي والمهني للأطفال الفقراء. تُديرُ المدرسةَ اليومَ الكنيسةُ الإنجيلية الوطنية في بيروت وهي إحدى أملاكها.[25]

- مدرسة ثيودور شنيلر تأسست في ماركا على نحو 10 كيلومتر (6.2 ميل) شمال غرب عمان في الأردن على يد هيرمان شنيلر وخريجي دار أيتام شنيلر في القدس.[27] وقد قدمت التدريب الأكاديمي والمهني لـ 265 ولدًا يتيمًا وفقيرًا.[28] ويتم تمويلها من جمعية مدارس شنيلر في شتوتغارت في ألمانيا تحت رعاية الكنيسة الأسقفية في القدس.[29] يقع بالقرب من المدرسة مخيم ماركا للاجئين الذي تأسس في عام 1968. وبسبب قربه غالبًا ما يُطلق عليه مخيم شنيلر.[30]